# Sport Club Corinthians Paulista
Sport Club Corinthians Paulista  iz brazilski prestolnice São Paulo je najbolj priljubljen nogometni klub. Ustanovljen je bil 1910.

## Naslovi
- FIFA svetovni klubski pokal (2): 2000, 2012
- Libertadores (1): 2012
- Brazilski Liga - A (7): 1990, 1998, 1999, 2005, 2011, 2015, 2017
- Brazilski Liga - B (1): 2008
- Brazilski Pokal (3): 1995, 2002, 2009
- Brazilski SuperPokal (1): 1991
- Turnir Rio-São Paulo (5): 1950, 1953, 1954, 1966, 2002
- São Paulo Liga (28): 1914, 1916, 1922, 1923, 1924, 1928, 1929, 1930, 1937, 1938, 1939, 1941, 1951, 1952, 1954, 1977, 1979, 1982, 1983, 1988, 1995, 1997, 1999, 2001, 2003, 2009, 2013,2017

## Nekdanji znani nogometaši
Brazil
- Dida
- Gilmar
- Ronaldo Giovanelli

Paragvaj
- Predloga:Falgicon Gamarra